# 菊池伶司
菊池 伶司（きくち れいじ、1946年 - 1968年）は、日本の銅版画家。

## 生涯
- 1946年、父の赴任地、北朝鮮興南市に生まれる。4ヶ月後に引揚げ船で帰国。[1]
- 1965年、早稲田大学高等学院卒業後、上智大学経済学部入学。美術研究会に入会[2]。
- 1967年、日本美術家連盟版画工房にて、銅版画家加藤清美に師事[2]。
- 1968年、銅版画制作を専念するために大学を中退したが、10月に尿毒症のため東京女子医科大学病院にて死去[2]。

## 画展
- 1969年、「菊池伶司銅版画遺作展」大阪フォルム画廊（東京）
- 1978年、「菊池伶司遺作版画展」かんらん舎（東京）
- 2001年、「清原啓子・菊池伶司 版画二人展」町田市国際版画美術館、「菊池伶司展」ギャラリー池田美術（東京）